# بنك الاستثمار العربي الأردني
بنك الاستثمار العربي الأردني بنك أردني تأُسس في عمّان عام 1978. تنتشر فروعه في مختلف مناطق الأردن، بالإضافة إلى قطر وقبرص. افتتح فرعه في ليماسول – قبرص، في العام 1989، وفي العام 2006 تم تأسيس بنك الاستثمار العربي الأردني في قطر.